# Peperomia talinifolia
Peperomia talinifolia är en pepparväxtart som beskrevs av Carl Sigismund Kunth. Peperomia talinifolia ingår i släktet peperomior, och familjen pepparväxter. Inga underarter finns listade i Catalogue of Life.